# ميغيل أنخيل روبيانو
ميغيل أنخيل روبيانو (بالإسبانية: Miguel Ángel Rubiano)‏ مواليد 3 أكتوبر 1984 في بوغوتا، هو دراج كولومبي في صنف سباق الدراجات على الطريق.

## سجل النتائج

### سباقات أو مراحل فاز بها
- طواف إيطاليا

### المراكز
- حقق المركز الـ 10 في طواف لوكسمبورغ 2015

## روابط خارجية
- ميغيل أنخيل روبيانو على موقع الاتحاد الدولي للدراجات (الإنجليزية)
- ميغيل أنخيل روبيانو على موقع أرشيف الدراجات (الإنجليزية)
- ميغيل أنخيل روبيانو على موقع إحصائيات الدراجات الإحترافية (الإنجليزية)
- ميغيل أنخيل روبيانو على موقع نسبة الدراجات (الإنجليزية)
- ميغيل أنخيل روبيانو على موقع CycleBase (الإنجليزية)